# Canaranges (oficial persa)
Canaranges (em grego: Χαναράγγης) foi um oficial sassânida do século VI, ativo durante o reinado do xá Cavades I. Foi um dos comandantes (os outros eram Mermeroes e Aspebedes) do exército persa que invadiram a Mesopotâmia em 531 após a Batalha de Calínico e sitiaram Martirópolis. Após receberem notícias da morte do xá, e com suas tropas sofrendo pelo frio do inverno, concluíram uma trégua e retiraram-se para território persa. É possível que este oficial seja o general e governador Adergudunbades.